# N-630
La Carretera de Gijón a Puerto de Sevilla o  N-630  es actualmente, según el catálogo de la Red de Carreteras del Estado, la carretera nacional más larga de España. Unía originalmente la ciudad de Gijón con Sevilla. Recibe el nombre de Ruta de la Plata porque parte de su trazado discurre por localidades que unía la Vía de la Plata romana que iba desde Mérida a Astorga.
La carretera atraviesa las provincias de Asturias, León, Zamora, Salamanca, Cáceres, Badajoz, Huelva y Sevilla. Su origen se encuentra en el Puerto del Musel Gijón, donde se encuentra el kilómetro 0, y finaliza en el puerto de Sevilla.
Es una de las carreteras españolas que más tránsito acogen de la península ya que se trata de una conexión del norte con el sur. La alternativa completamente desdoblada es la autovía Ruta de la Plata  A-66  (gratuita) y  la autopista de peaje  AP-66  del mismo nombre entre La Virgen del Camino y Campomanes.
Formó parte de la antigua carretera Villacastín-Vigo, entre las localidades de San Cebrián de Castro (Zamora) y Salamanca.
En la actualidad, parte de las travesías urbanas de la antigua  N-630  han sido traspasadas a los ayuntamientos respectivos, no apareciendo mencionadas como parte de la carretera. En cuanto a los tramos interurbanos, el tramo Gijón-Oviedo es denominado como  AS-381  , y el tramo Oviedo-Campomanes es denominado  AS-375  . No obstante, entre Mieres y Oviedo sigue denominándose  N-630 , la carretera de altas prestaciones construida en 1968 para evitar el puerto del Padrún.

## La N-630 en Asturias y León

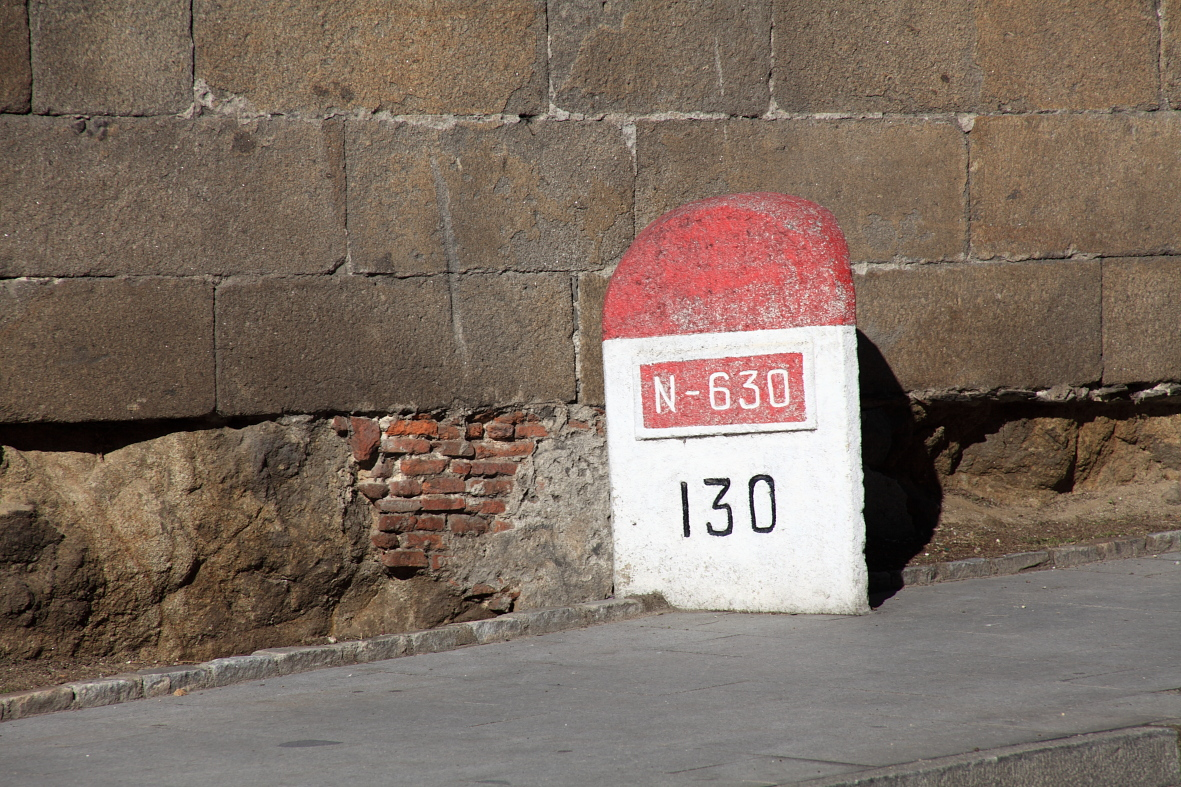
Hito kilométrico histórico de la carretera N-630 junto a la muralla de Plasencia, en la provincia de Cáceres.

Su recorrido comienza actualmente en la ciudad de Oviedo, en la antigua Ronda Sur, para salir en dirección a Mieres del Camín por un trazado que es en parte nuevo, ya que la  A-66  aprovechó su calzada original en parte. Así, se salva el Puerto del Padrún por el valle, haciendo el tránsito más cómodo y seguro.
La carretera, actualmente  AS-375  , es la más primitiva de los trazados de esta carretera nacional, y mediante un recorrido muy sinuoso, atraviesa los pueblos de La Manzaneda, El Padrún y Olloniego, antes de toparse con su vial sustituto a las afueras de Mieres del Camín y atravesar esta población, así como Pola de Lena y varios poblados pequeños más, antes de llegar a Campomanes donde la nacional moderna reaparece de nuevo.
Consecuentemente, la  N-630 , tras una cierta mejora de trazado, salva antiguos tramos, como la anterior travesía de La Frecha, y tras el paso por Puente de los Fierros, empieza la dura y exigente subida, conocida como puerto de Pajares.

### Puerto de Pajares
Así, y en un trazado sinuoso, con pendientes fuertes, asciende las laderas de la cordillera Cantábrica. Según se va subiendo se atraviesan los ya típicos pueblos de Pajares y Flor de Acebos, para dar lugar a continuación a la parte más dura de la vertiente asturiana, con unas pendientes de hasta el 17%, y en ocasiones con un doble carril de subida.
Tras este duro tramo, se corona al final, llegando al punto más alto donde se sitúa el Parador Nacional, ya reabierto. La llegada a este lugar oficia de frontera entre Asturias y Castilla y León.

### La N-630 leonesa
A continuación, la  N-630  desciende algo más, con un trazado de curvas rápidas y que suele ser visitado por la niebla. Se atraviesan Busdongo y Arbas del Puerto, trayecto que forma parte de la cordillera Cantábrica y que nos hará viajar entre laderas, e internándonos en algunos túneles como el de "Villanueva", que toma el nombre de una pequeña aldea muy próxima.
Luego se llega a Villamanin, población que antiguamente se atravesaba completamente antes de la construcción de la nueva carretera y otro túnel que atraviesa las rocas de las montañas, túnel de La gotera; posteriormente, el paisaje suaviza algo su dureza, siempre acompañando al río Bernesga hasta llegar a [Ciñera]].
Aquí, la antigua  N-630  asciende en un trazado algo más tortuoso, y ya muy destartalado, mientras la nueva carretera, muy mejorada, discurre casi recta. Un poco antes se atraviesa Villasimpliz y se pone rumbo a La Vid de Gordón y Pola de Gordón, población que antiguamente la  N-630  atravesaba totalmente, para viajar actualmente por un tramo en la ladera de los montes.
Peredilla ya no se atraviesa, el siguiente es Puente de Alba antes de llegar a La Robla, que también dispone de un nuevo trazado mucho mejor que la antigua y algo tediosa travesía. Desde aquí se puede enlazar por la  CL-626  hacia La Magdalena y, tras pasar La Robla, comienza una pendiente ascendente. En la cima de la colina está el Rabizo, cuyo antiguo trazado es muy sinuoso y, además, dispone de un área recreativa.
Después de esta leve complicación orográfica, la  N-630  llega a un paisaje más abierto, algo más agreste y repleto de colinas, siendo necesario mantener la atención, ya que los cambios de rasante y las curvas sin buena visibilidad son continuos. Es el tramo que nos llevará hasta la capital de provincia, León.